# Kornelija Kvesić
Kornelija Kvesić, född den 25 augusti 1963 i Kakanj Bosnien och Hercegovina, är en jugoslavisk basketspelare som var med och tog OS-silver 1988 i Seoul. Detta var Jugoslaviens första medalj i de olympiska baskettävlingarna för damer.